# Larvik
Larvik – norweskie miasto i gmina leżąca w regionie Vestfold.
Larvik jest 200. norweską gminą pod względem powierzchni.
Urodził się tutaj Oscar Wisting i Thor Heyerdahl. W Stavern mieszka pisarz Jørn Lier Horst, akcja części jego powieści dzieje się w gminie Larvik,

## Demografia
Według danych z roku 2005 gminę zamieszkuje 41 142 osób. Gęstość zaludnienia wynosi 77,59 os./km². Pod względem zaludnienia Larvik zajmuje 17. miejsce wśród norweskich gmin.
| ludność stan na 1 stycznia 2005 |         |           |        |
|                                 | kobiety | mężczyźni | razem  |
| osób                            | 20 209  | 20 933    | 41 142 |
| %                               | 49,12%  | 50,88%    | 100%   |

| wykształcenie stan na 1 października 2004 |        |         |        |        |
|                                           | podst. | średnie | wyższe | niezn. |
| osób                                      | 6573   | 19 433  | 6260   | 828    |
| %                                         | 19,86% | 58,72%  | 18,92% | 2,5%   |

## Edukacja
Według danych z 1 października 2004:
- liczba szkół podstawowych (norw. grunnskolar): 24
- liczba uczniów szkół podst.: 5448

## Sport
- Larvik HK - klub piłki ręcznej kobiet

## Władze gminy
Od 2019 roku burmistrzem (norw. ordfører, d. borgermester) jest Erik Bringedal (partia Høyre).